# 1961年海地總統公投
海地在1961年舉行總統全民公決，同時舉行了議會選舉。
選民被問及總統法蘭索瓦·杜瓦利埃是否應該再任職六年(當時為了避免不確定比憲法要求的提早兩年大選)。官方統計結果是1,320,748票贊成杜瓦利埃，沒有反對票。
《紐約時報》寫道：拉丁美洲在其歷史上見證了許多欺詐性選舉，但沒有比剛剛在海地舉行的選舉更令人髮指的了。